# أندي بنوا
أندي بنوا (بالإنجليزية: Andy Benoit)‏ هو كاتب حول الرياضة أمريكي، ولد في 27 مايو 1986 في بويسي في الولايات المتحدة.